# Christian Grindheim
Christian Grindheim (født 17. juli 1983 i Haugesund, Norge) er en norsk fodboldspiller, der spiller som midtbanespiller i den norske klub Haugesund. Han har tidligere spillet i hollandske Heerenveen og i F.C. København.
Han kom til Heerenveen i januar 2008 fra Vålerenga IF i sit hjemland. Han har desuden tidligere spillet for klubben FK Haugesund.
Med SC Heerenveen vandt Grindheim i 2009 den hollandske pokalturnering. Han skiftede i 2011 til FCK, hvor han blev en fast del af startopstillingen, men efter en periode fik han svært ved at opnå spiletid, og i februar 2012 blev han lejet ud til den norske klub Vålerenga Fotball på en aftale til sommeren 2013, og efter udløbet af lejeaftalen blev Grindheim solgt til Vålerenga, hvor han har spillet flere kampe som anfører. 

## Landshold
Grindheim står (pr. april 2018) noteret for 54 kampe og to scoringer for Norges landshold, som han debuterede for den 17. august 2005 i et opgør mod Schweiz.

## Titler
Hollandsk Pokalturnering
- 2009 med SC Heerenveen